# 拉齊芒廷 (阿拉斯加州)
拉齊芒廷（英語：Lazy Mountain）是位於美國阿拉斯加州馬塔努斯卡-蘇西特納自治市鎮的一個非建制地區和人口普查指定地區。根據2010年美國人口普查，該地人口為1479人，而該地的面積約為92.30平方千米。

## 地理
拉齊芒廷的座標為61°36′27″N 149°02′42″W / 61.60750°N 149.04500°W，而該地的平均海拔高度為831米（即2726英尺）。